# La Seca
La Seca település Spanyolországban, Valladolid tartományban. La Seca Rueda, Valladolid, Tordesillas, Serrada, Ventosa de la Cuesta és Medina del Campo községekkel határos. Lakosainak száma 1013 fő (2024).

## Népesség
A település népessége az utóbbi években az alábbiak szerint változott:
| Lakosok száma | 1050 | 1058 | 1078 | 1097 | 1099 | 1127 | 1091 | 1077 | 1066 | 1013 |
|               | 2001 | 2004 | 2007 | 2009 | 2012 | 2014 | 2017 | 2019 | 2022 | 2024 |